# Reino Maratha de Thanjavur
El Reino Maratha de Thanjavur de la dinastía Bhonsle fue un principado de Tamil Nadu entre los siglos XVII y XIX. Su lengua materna era el marathi. Venkoji fue el fundador de la dinastía.

## Conquista Maratha de Thanjavur
Tras la desaparición del gobierno de Chola en el siglo XV (específicamente alrededor de 1436), el área de Thanjavur quedó bajo el dominio de los Pandya y luego, tras la invasión de Malik Kafur, cayó en desorden.
Los Rajás Pandya reafirmaron rápidamente su independencia y obligaron al sultán de Delhi a huir de Thanjavur. Poco después, sin embargo, fueron conquistados por el Imperio Vijayanagara. El Emperador nombró a su Kin de confianza, que pertenecía a la casta Telugu Balija como Gobernadores (Nayakas) de Madurai y Tanjavur. Una disputa familiar interna entre Chokkanatha Nayak de la dinastía Nayaka de Madurai y su tío Vijayaraghava Nayaka de Tanjavur, dejó una guerra y finalmente derrotó a Thanjavur. El gobierno de los nayakas de Thanjavur duró hasta 1673 cuando Chokkanatha Nayak, el gobernante de Madurai invadió Thanjavur y mató a su gobernante, Vijayaraghava.
Chokkanatha colocó a su hermano Alagiri en el trono de Thanjavur, pero dentro de un año, este último rechazó su lealtad, y Chokkanatha se vio obligado a reconocer la independencia de Thanjavur. Un hijo de Vijaya Raghava indujo al sultán de Bijapur a ayudarlo a recuperar el trono de Thanjavur. En 1675, el Sultán de Bijapur envió una fuerza comandada por el general Maratha Venkoji (alias Ekoji) para recuperar el reino del nuevo invasor. Venkoji derrotó a Alagiri y ocupó Thanjavur. Sin embargo, no colocó a su protegido en el trono según las instrucciones del sultán Bijapur, sino que se apoderó del reino y se hizo rey. Así comenzó el gobierno de los Marathas sobre Thanjavur.

## Reyes Maratha

### Venkoji
Venkoji, medio hermano del rey Maratha Shivaji, fue el primer Raja de Thanjavur de la dinastía Bhosale. Se hizo cargo de la administración de Thanjavur en abril de 1674 y gobernó hasta 1684. Durante su reinado, Shivaji invadió Gingee y Thanjavur en 1676–1677 e hizo de su hermano Santaji el gobernante de todas las tierras al norte del Coleroon. Durante los últimos años de su reinado, Venkoji también se alió con Chokkanatha de Madurai para rechazar una invasión de Mysore.

### Shahuji I
Shahuji I era el hijo mayor de Venkoji y ascendió al trono a la edad de doce años. Durante su reinado, los mogoles ocuparon la costa de Coromandel y Tiruchirapalli y lo obligaron a rendir homenaje. Shahuji fue un mecenas de la literatura. Durante su reinado, hubo frecuentes escaramuzas y batallas con el Raja de Madurai y Ramnad por el control de las tierras fronterizas.

### Serfoji I
Serfoji I era un hijo menor de Venkoji y gobernó desde 1712 hasta 1728. Su gobierno estuvo marcado por la guerra regular y las disputas con el Nayaka de  Madurai.

### Tukkoji
Tukkoji, un hermano menor de Serfoji I, gobernó Thanjavur desde 1728 hasta 1736. Su reinado fue testigo de la invasión de Chanda Sahib y se le atribuye haber rechazado una invasión musulmana de Madurai.

### Pratapsingh
Un período de anarquía siguió a la muerte de Tukkoji y llegó a su fin cuando Pratapsingh llegó al trono en 1739. Gobernó hasta 1763. Se alió con Muhammad Ali, el Nawab de Karnataka, y ayudó a la Compañía Británica de las Indias Orientales contra la Compañía Francesa de las Indias Orientalesen las Guerras carnáticas y la Guerra de los Siete Años. Fue el último rey en ser nombrado por el director de la Compañía Británica de las Indias Orientales como "Su Majestad". En 1762, se firmó un tratado tripartito entre Thanjavur, Karnataka y los británicos por el cual se convirtió en vasallo del Nawab de Karnataka.

### Thuljaji
Thuljaji fue un gobernante muy débil y el último gobernante independiente de Thanjavur. En 1773, Thanjavur fue anexado por el Nawab de Karnataka que gobernó hasta 1776. El trono le fue restaurado por los Directores de la Compañía Británica de las Indias Orientales. Pero su restauración tuvo un alto precio ya que lo privó de su independencia.

### Serfoji II
Thuljaji fue sucedido por su hijo adolescente Serfoji II en 1787. Poco después, fue depuesto por su tío y regente Amarsingh, quien se apoderó del trono. Con la ayuda de los británicos, Serfoji II recuperó el trono en 1798. Un tratado posterior lo obligó a entregar las riendas del reino a la Compañía Británica de las Indias Orientales, convirtiéndose en parte del Distrito de Tanjore (Presidencia de Madras). Posteriormente, se instaló el sistema de colegios de distrito para administrar los ingresos públicos. Sin embargo, Serfoji II quedó en control del Fuerte y las áreas circundantes. Reinó hasta 1832. Su reinado se destaca por los logros literarios, científicos y tecnológicos del país Tanjore.

### Shivaji II
Shivaji II fue el último gobernante Maratha de Thanjavur y reinó desde 1832 hasta 1855. Era un príncipe débil sin apenas autoridad. Como su primera esposa no tenía ningún heredero, la Reina adoptó a su sobrino, y la adopción tuvo lugar después de la muerte del Maharajá (Shivaji II) en 1855. Los británicos no aceptaron esta adopción y Thanjavur fue anexada por ellos según las disposiciones de la Doctrina del lapso.

## Administración
El rey era asistido en la administración de su país por un consejo de ministros. El jefe supremo de este consejo de ministros era un Mantri o Dalavoy. El Dalavoy también era el comandante en jefe del ejército. El siguiente en importancia en la corte fue un Pradhani o Dewan también llamado Dabir Pandit. El país se dividió en subahs, seemais y maganams en orden decreciente de tamaño e importancia. Las cinco subahs del país fueron Pattukkottai, Mayavaram, Kumbakonam, Mannargudi y Tiruvadi.

## Economía
El gobernante recaudaba sus impuestos de la gente a través de sus mirrasdars o puttackdars. Se recolectaban directamente desde el nivel de la aldea y se basaron en los productos agrícolas de la misma. El arroz era uno de los principales cultivos en la región y la tierra utilizada para el cultivo era propiedad de grandes terratenientes. Fue Anatharama Sashtry quien propuso recaudar impuestos para mejorar las condiciones de los pobres. No se realizó comercio exterior. El único comercio exterior en el país fue realizado por comerciantes europeos que pagaron una cantidad particular de dinero como alquiler al Raja. El sistema monetario utilizado fue el de un chakram o pon (1 chakram= uno y tres cuartos de una rupia de la Compañía Británica de las Indias Orientales). Otros sistemas de monedas utilizados fueron el de pagoda (1 pagoda= tres rupias y media de la Compañía), un gran panam (una sexta parte de una rupia de la Compañía) y un pequeño panam (una decimotercera parte de una rupia de la Compañía).

## Literatura
Los Rajas favorecieron el sánscrito y el telugu hasta tal punto que el tamil clásico comenzó a declinar. La mayoría de las obras fueron en sánscrito. Venkoji, el primer gobernante de la dinastía Bhonsle, compuso una 'Dvipada' Ramayana en telugu. Su hijo Shahuji fue un gran mecenas del aprendizaje y de la literatura. La mayor parte de la literatura es de su época. La mayoría de ellos eran versiones del Ramayana o obras de teatro y cuentos de carácter histórico. Sánscrito y telugu fueron los idiomas utilizados en la mayoría de estas obras, mientras que también hubo algunos 'koothu' tamil. Advaita Kirtana es una de las obras más destacadas de este período. Más tarde, los gobernantes de Thanjavur como Serfoji II y Shivaji se sumergieron en el aprendizaje y las actividades literarias cuando fueron desposeídos de su imperio. Serfoji construyó la Biblioteca Saraswathi Mahal dentro de los recintos del palacio para albergar su enorme colección de libros y manuscritos. Además de los idiomas indios, Serfoji II también era competente en inglés, francés, holandés, griego y latín.
- Datos: Q3530610